# Цуцу Джанбатыров
Цуцу Джанбатыров (чечен. Джанбетеран кIант Цуца; 1760, Большая Атага, Чечня — 1829,Большая Атага, Чечня) — чеченский политический и военный деятель конца XVIII — первой половины XIX века, один из руководителей национально-освободительного движения в Чечне (1802—1826) участник Кавказской войны, сподвижник известного предводителя восстания в Чечне 1825—1826 годах Бейбулата Таймиева . Играл заметную роль в русско-чеченских отношениях начала XIX века.

## Биография
Уроженец аула Большая Атага‚ из тайпа Варандой. Впервые упоминается во время Персидского похода Зубова (1796—1797 годы). За участие в этом походе Цуцу Джанбатыров и Мурзабек Алисултанов получили звание поручиков‚ став тем самым первыми чеченцами, получившими офицерские чины царской армии.
После разгрома Кабарды и Осетии в 1804—1805 годах и дагестанского похода российских войск в 1806 года единственно неразгромленной и неослабленной в военном отношении оставалась Чечня. Чеченские старшины прекрасно осознавали нависшую над Чечней угрозу вторжения российских войск и пытались всемерно не допустить этого. Села Большой и Малой Чечни вели переговоры с российскими властями о нормализации отношений при посредничестве Андреевского узденя Хаджи Кандаурова. Одновременно такие же переговоры вели чеченские старшины Бейбулат Таймиев‚ Чулик Гендаргеноев и др..
Атагинские старшины Цуцу Джанбатыров и Мурзабек Алисултанов вели переговоры с комендантом крепости Владикавказ генерал-майором Ивеличем в декабре 1806 года и с Гудовичем в Тифлисе в январе 1807 года. Гудович обещал атагинским старшинам‚ что мирные чеченские села будут пощажены. Это же указание наместник давал и Ивеличу в предписании от 13 января 1807 года. Однако царские войска на своем пути уничтожили большинство селений Большой и Малой Чечни. В том числе и родной аул Джанбетырова — Большая Атага. Поход Булгакова, носивший чисто превентивный характер‚ в целом был неудачным. Переговоры атагинских старшин оказались бесплодными, так как подготовка к военной экспедиции в Чечню шла с конца осени — начала зимы 1806 года.
Осенью 1807 года Цуцу Жанбатыров, Мурзабек Алисултанов и Бейбулат Таймиев пытаются нормализовать мирные отношения между чеченцами и царскими властями.
С лета 1808 года нападения чеченцев на кордонную линию возобновились. Чеченские отряды‚ от нескольких десятков до нескольких сот человек‚ прорывались через линию‚ нападали на казачьи станицы и укрепленные пункты‚ устраивали засады‚ угоняли скот. Свидетельством растущего напряжения на чеченском участке Кавказской линии является и рапорт полк. Ахвердова Гудовичу от 8 февраля 1809 года.‚ в котором отмечается‚ что «несмотря на подписанный чеченскими старшинами договор‚ хищничества чеченцев на Линии продолжаются. Хозяева аманатов не в состоянии удержать хищников…».
Дальнейшее обострение ситуации и жалобы кордонных начальников на нападения чеченцев на пограничные караулы вынудили ввести запрет на приближение к российским «берегам» под угрозой расстрела. «Мне ж известно, продолжал Ахвердов, что Атагинские Цуцу и Чулик и Шалинский Бей-булат обязались при приведении их на Высочайше пожалованные чины к присяге, чтоб всякие хищнические Чеченские шайки отвращать, а о прочих всяких намерениях, ко вреду нам служащих, тотчас доносить; но я со времени получения ими чинов и жалованья поныне ни о каких Чеченских намерениях уведомляем не был, и особливо Чулика я и поныне не видал».
В начале 1809 года Цуцу вместе с Чуликом и Бейбулатом участвует в переговорах с царской администрацией.
В 1821 году арестован‚ содержался в заточении в крепости Грозной:

«Людей вредных, возбуждающих Чеченцев к безпокойствам, разбоям и неповиновению, не исключая известнаго вам Цуцу, взять и отправить к ген.-м. Сталю 2-му, или строжайшим образом содержать до получения от него предписания об отправлении их далее в Россию»
— Предписание ген. Ермолова полк. Грекову 1-му, от 28-го ноября 1821 года, № 210.- Владикавказ. АКАК, т.6, ч.2, Тифлис, 1875
Был среди арестованных организаторов восстания 1825—1826 годы в Чечне, содержался в Темнолесской крепости (Кавказская губерния). Освобожден в октябре 1827 года. Умер в феврале 1829 года «в кругу своего семейства».